# Cantón de Revel
El cantón de Revel es una división administrativa francesa, situada en el departamento de Alto Garona y la región de Mediodía-Pirineos.

## Composición
El cantón de Revel incluye trece comunas:
- Revel
- Saint-Félix-Lauragais
- Montégut-Lauragais
- Saint-Julia
- Vaudreuille
- Vaux
- Roumens
- Maurens
- Mourvilles-Hautes
- Bélesta-en-Lauragais
- Juzes
- Falga
- Nogaret